# Valéria Dienes
Valéria Dienes (née le 25 mai 1879 et morte le 8 juin 1978) est une philosophe, danseuse et chorégraphe hongroise. Elle est l'une des premières femmes hongroises à avoir été diplômée d'une université et est considérée comme l'une des plus grandes théoriciennes du mouvement de ce pays. Elle a reçu le prix Baumgarten (en) en 1934.

## Biographie
Valéria Geiger naît le 25 mai 1879 à Szekszárd, en Autriche-Hongrie, d'Erzsébet (née Berczelits) et Gyula Geiger. Son père est journaliste. La famille habite à proximité de celle de Mihály Babits, ami d'enfance de Geiger qui sera source d'inspiration plus tard pour certains personnages du roman Halálfiai.
Valéria Geiger fait des études à l'école Mária Mayer-Arlow School de Szekszárd, puis à l'école State Civilian Girls' School à partir de 1891. Diplômée en 1893, Geiger commence des études à la State Normal School de Győr, obtenant un brevet d'enseignante en 1897. La même année, elle déménage à Budapest et y suit un perfectionnement en enseignement.
En 1901, Geiger commence des études à l'université catholique Péter Pázmány et suit en même temps des leçons de piano à l'université de musique Franz-Liszt. Étudiant l'esthétique, les mathématiques et la philosophie, Geiger obtient un double doctorat en esthétique et mathématiques en juin 1905.
De retour à Budapest en 1912, Dienes crée et enseigne un cours de chorégraphie.

## Honneur
L'astéroïde (591808) Dienesvaléria est nommé en son honneur.